# لوووسیتسه
لوووسیتسه (به چکی: Lovosice) یک منطقهٔ مسکونی در جمهوری چک است که در ناحیه لیتومیریتسه واقع شده‌است.
 لوووسیتسه  ۹٬۳۹۲ نفر جمعیت دارد.